# Zомбилэнд
«Zомбилэнд» — американская медиа-франшиза, в которой рассказывается о мальчике студенческого возраста, который пробирается через зомби-апокалипсис, встречает по пути трёх незнакомцев и вместе с ними совершает длительное путешествие по юго-западу Соединенных Штатов в попытке найти убежище, свободное от зомби. Франшиза состоит из двух фильмов и одной компьютерной игры. Фильмы производятся студиями Pariah 2.0 Entertainment и Sony Pictures Releasing под издательством Columbia Pictures. Во франшизе представлены кинозвёзды Вуди Харрельсон, Джесси Айзенберг, Эмма Стоун и Эбигейл Бреслин в качестве выживших после зомби-апокалипсиса. На данный момент во франшизе вышло два фильма: оригинальный фильм Добро пожаловать в Zомбилэнд в 2010 году и его продолжение «Zомбилэнд: Контрольный выстрел» в 2020 году.

## Фильмы
| Фильмы                         | Дата релиза в США | Режиссёр(ы)   | Сценарист(ы)                 | Продюсер(ы)  |
| ------------------------------ | ----------------- | ------------- | ---------------------------- | ------------ |
| Добро пожаловать в Zомбилэнд   | 2 октября, 2009   | Рубен Флейшер | Ретт Риз и Пол Верник        | Гэвин Полоун |
| Zомбилэнд: Контрольный выстрел | 18 октября, 2019  | Рубен Флейшер | Риз, Верник и Дэвид Каллахэм | Гэвин Полоун |

### Добро пожаловать в Zомбилэнд(2009)
Прошло два месяца с тех пор, как штамм коровьего бешенства превратился в «болезнь сумасшедшего человека», которая превратилась в «болезнь безумного зомби», которая охватила все Соединенные Штаты (при этом инфекция предположительно распространилась по всему миру), превратив многих американцев в злобных зомби. Выжившие после эпидемии зомби узнали, что привязываться к другим выжившим не рекомендуется, потому что они могут умереть в любой момент, поэтому многие стали использовать свой город происхождения в качестве прозвища.

### Zомбилэнд: Контрольный выстрел(2019)
События фильма «Zомбилэнд: Контрольный выстрел» происходит спустя десять лет после выхода первого фильма. Четыре главных героя из первого фильма решают переехать в Белый дом.

### Будущее
Что касается возможности третьего фильма, Флейшер не может решить, вернётся ли актёрский состав или нет. Он заявил, что "хотел бы снять отдельный фильм о Мэдисон.

## Телесериал
В октябре 2011 года сообщалось, что Fox Broadcasting Company и Sony Pictures рассматривают возможность телевизионной адаптации сериала, который будет показан на CBS с Полом Верником и Реттом Риз, в качестве сценаристов, но главные действующие лица оригинального фильма, скорее всего, не вернутся. Телепрограмму планировалось начать осенью 2012 года. Однако эти планы не были осуществлены. В январе 2013 года выяснилось, что актёрский состав на постановку только что закончился для главных героев, с некоторыми изменениями в фильме для шоу и добавлением двух новых персонажей, Атланты и Эйнсли. Пилотный эпизод был создан и транслировался на Amazon вместе с несколькими другими пилотами, но он не был одним из двух, выбранных для запуска в производство на полный сезон.

## Приём

### Бюджеты и сборы
| Фильмы                         | Дата релиза      | Мировые сборы | Мировые сборы | Мировые сборы | Рейтинги за всё время | Рейтинги за всё время | Бюджеты         | Ссылки |
| Фильмы                         | Дата релиза      | США           | Другие страны | По всему миру | США                   | По всему миру         | Бюджеты         | Ссылки |
| ------------------------------ | ---------------- | ------------- | ------------- | ------------- | --------------------- | --------------------- | --------------- | ------ |
| Добро пожаловать в Zомбилэнд   | 2 октября, 2009  | $75,590,286   | $26,801,794   | $102,392,080  | 23                    | 60                    | $23,6 миллионов | [ 5 ]  |
| Zомбилэнд: Контрольный выстрел | 18 октября, 2019 | $73,123,082   | $49,687,317   | $122,810,399  | 336                   | 293                   | $42 миллионов   | [ 6 ]  |
| Total                          | Total            | $148,713,368  | $76,489,111   | $225,202,479  |                       |                       | $65,6 миллионов | [ 7 ]  |

### Критика и отзывы
| Фильмы                         | Rotten Tomatoes     | Metacritic        | CinemaScore |
| ------------------------------ | ------------------- | ----------------- | ----------- |
| Добро пожаловать в Zомбилэнд   | 90 % (250 рецензий) | 73 (100 рецензий) | A-          |
| Zомбилэнд: Контрольный выстрел | 68 % (232 рецензии) | 56 (100 рецензий) | B+          |

## Актёры и персонажи
| Актёры и персонажи | Фильмы                              | Фильмы                                |
| Актёры и персонажи | Добро пожаловать в Zомбилэнд (2009) | Zомбилэнд: Контрольный выстрел (2019) |
| ------------------ | ----------------------------------- | ------------------------------------- |
| Таллахасси         | Вуди Харрельсон                     | Вуди Харрельсон                       |
| Коламбус           | Джесси Айзенберг                    | Джесси Айзенберг                      |
| Вичита / Криста    | Эмма Стоун                          | Эмма Стоун                            |
| Литл-Рок           | Эбигейл Бреслин                     | Эбигейл Бреслин                       |
| Билл Мюррей        | В роли себя                         | В роли себя                           |
| 406                | Эмбер Херд                          |                                       |
| Клерк АЗС          | Майк Уайт                           |                                       |
| Невада             |                                     | Розарио Доусон                        |
| Мэдисон            |                                     | Зои Дойч                              |
| Беркли             |                                     | Эван Джогиа                           |
| Альбукерке         |                                     | Люк Уилсон                            |
| Флагстафф          |                                     | Томас Миддлдитч                       |